# Усов, Михаил Александрович
Михаи́л Алекса́ндрович У́сов (29 сентября (11 октября) 1829 — 22 декабря 1904 (4 января 1905), Санкт-Петербург) — русский контр-адмирал, герой Севастопольской обороны.

## Биография
4 июня 1850 года вступил юнкером в Черноморский флот, на фрегате «Кулевчи» крейсировал по Чёрному морю. В следующем году, находясь на бриге «Язон», совершил плавание в Средиземное море.
16 апреля 1852 года поступил в школу флотских юнкеров в Николаеве, которую окончил 6 мая 1853 года с производством в мичманы (старшинство с 1 января), был зачислен в 40-й флотский экипаж. На корабле «Императрица Мария» был назначен в крейсирование в восточную часть Чёрного моря и в ноябре того же года принял участие в разгроме турецкого флота в Синопской бухте. «За быстрое выполнение обязанностей и отличное присутствие духа» был 18 ноября 1853 года награждён орденом Святой Анны 4-й степени и чином лейтенанта. В следующем году продолжал службу на корабле «Императрица Мария» и после затопления Черноморского флота с 13 сентября 1854 года по 28 августа 1855 года состоял в гарнизоне осаждённого Севастополя, где командовал батареей на 3-м бастионе. 14 августа 1855 года был ранен штуцерной пулей в бедро и контужен гранатой в голову, в числе других раненых был эвакуирован на Северную сторону Севастополя. 28 декабря 1855 года был награждён орденом Святого Георгия 4-й степени
В воздаяние за отличие, оказанное против неприятеля, при обороне г. Севастополя, где 5, 6 и 7 Августа 1855 года, действуя вверенною артиллериею, разрушил неприятельские батареи, чрез что они в последнее время бомбардировки оставались в бездействии.
Также за Севастопольскую оборону получил орден Святой Анны 3-й степени с бантом.
В 1857—1859 годах на клипере «Джигит» совершил полукругосветное плавание. Далее служил на Балтийском флоте, в должности старшего офицера плавал на транспорте «Ока» и корабле «Цесаревич». 1 января 1863 года был произведён в капитан-лейтенанты и 18 марта того же года получил назначение в Туркестан, помощником начальника Аральской флотилии. Командуя пароходом «Арал», ходил по Сырдарье и неоднократно принимал участие в перестрелках с кокандцами и хивинцами. Получив в 1864 году за Туркестанские дела орден Святого Станислава 2-й степени, Усов перевёлся обратно на Балтику, а 9 октября 1865 года он получил назначение на другую окраину Империи — в Сибирскую флотилию. В 1866—1870 годах командовал на Амуре винтовой лодкой «Соболь» и поддерживал сообщения между Читой, Благовещенском и Николаевском-на-Амуре. В 1867 году Усов за беспорочную выслугу 25 лет в офицерских чинах был награждён орденом Святого Владимира 4-й степени с бантом, а в 1869 году получил императорскую корону к ордену Святого Станислава 2-й степени.
10 октября 1870 года Усов перевёлся на Балтийский флот, 1 января был произведён в капитаны 2-го ранга и 15 ноября 1872 года был удостоен медали в память столетнего юбилея ордена Святого Георгия. На Балтике Усов с 1873 по 1880 годы командовал пароходом «Волга» и плавал по Финскому заливу и Финляндским шхерам. В 1874 году был награждён орденом Святой Анны 2-й степени и 1 января 1875 года получил чин капитана 1-го ранга. С 1879 года состоял временным членом военно-морского суда при Петербургском порте и в 1883 году за долголетние труды по флоту был награждён орденом Святого Владимира 3-й степени.
Произведённый 3 февраля 1886 года в контр-адмиралы, Усов тогда же вышел в отставку и поселился в Санкт-Петербурге. Умер 22 декабря 1904 года, похоронен на кладбище Новодевичьего монастыря.
В честь М. А. Усова назван мыс (мыс Усова [Йонодан], Японское море, полуостров Корея, 39°59′ с. ш., 128°14′ в. д., мыс был обследован в 1886 году экипажем клипера «Крейсер», им же было присвоено название мысу).